# John Beck (attore)
John Beck (Chicago, 28 gennaio 1943) è un attore statunitense, noto soprattutto per la popolarità raggiunta a metà anni ottanta interpretando il ruolo di Mark Graison in Dallas.

## Biografia
Nato a Chicago, crebbe a Joliet (Illinois) nel ranch di suo padre; durante l'infanzia coltivò l'aspirazione di diventare veterinario ma a 16 anni, dopo una recita scolastica dove era stato convinto a partecipare per superare la sua timidezza, cominciò a considerare l'idea di diventare attore. Nel 1962, a 19 anni si trasferì in California ed entrò in una scuola di recitazione, guadagnandosi da vivere partecipando a spot televisivi, ed apparendo a 21 anni per la prima volta nell'episodio Roulette russa della serie Strega per amore.
John Beck è stato un discreto pugile dilettante durante gli anni settanta vincendo diversi titoli tra i quali, nel 1973, il Guanto d'oro, categoria Pesi massimi, a Chicago. La sua abilità con i pattini a rotelle gli consentì di recitare in molte scene del film Rollerball senzà l'ausilio di una controfigura.

## Filmografia parziale

### Cinema
- Tre femmine in soffitta (Three in the Attic), regia di Richard Wilson (1968)
- Io sono la legge (Lawman), regia di Michael Winner (1971)
- Pat Garrett e Billy Kid (Pat Garrett and Billy the Kid), regia di Sam Peckinpah (1973)
- Il dormiglione (Sleeper), regia di Woody Allen (1973)
- Luna di miele fatale (Nightmare Honeymoon), regia di Elliot Silverstein (1974)
- Rollerball, regia di Norman Jewison (1975)
- Il fantabus (The Big Bus), regia di James Frawley (1976)
- Gli uomini falco (Sky Riders), regia di Douglas Hickox (1976)
- L'altra faccia di mezzanotte (The Other Side of Midnight), regia di Charles Jarrott (1977)
- Audrey Rose, regia di Robert Wise (1977)
- Illusione mortale (Deadly Illusion), regia di Larry Cohen (1987)
- Brividi nella notte (In the Cold of the Night), regia di Nico Mastorakis (1990)
- Il silenzio del deserto (A Climate for Killing), regia di J.S. Cardone (1991)
- Rotta verso l'ignoto (Star Trek VI: The Undiscovered Country), regia di Nicholas Meyer (1991)
- Il sostituto (The Alternate), regia di Sam Firstenberg (2000)
- Timecop 2 (Timecop: The Berlin Decision), regia di Steve Boyum (2003)
- Atterraggio d'emergenza (Crash Landing), regia di Jim Wynorski (2005)

### Televisione
- Strega per amore (I Dream of Jeannie) – serie TV, 1 episodio (1965)
- Il tempo della nostra vita (Days of Our Lives) – soap opera, 1 puntata (1965)
- Mannix – serie TV, 1 episodio (1969)
- Bonanza – serie TV, 2 episodi (1969-1970)
- Lancer – serie TV, episodi 2x15-2x22 (1970)
- Gunsmoke – serie TV, 3 episodi (1970-1975)
- Giovani avvocati (The Young Lawyers) – serie TV, episodio 1x19 (1971)
- Missione impossibile (Mission: Impossible) – serie TV, 1 episodio (1971)
- Un vero sceriffo (Nichols) – serie TV, 24 episodi (1971-1972)
- Hawaii squadra cinque zero (Hawaii Five-0) – serie TV, 1 episodio (1974)
- Ideologia del terrore (Attack on Terror: The FBI vs. the Ku Klux Klan), regia di Marvin J. Chomsky – miniserie TV (1975)
- Alla conquista del West (How the West Was Won) – serie TV, 1 episodio (1979)
- Flamingo Road – serie TV, 38 episodi (1980-1982)
- Il brivido dell'imprevisto (Tales of the Unexpected) – serie TV, 1 episodio (1981)
- Fantasilandia (Fantasy Island) – serie TV, 1 episodio (1983)
- Dallas – serie TV, 67 episodi (1983-1986)
- La signora in giallo (Murder, She Wrote) – serie TV, 2 episodi (1985-1991)
- Hotel – serie TV, 2 episodi (1985-1986)
- Hunter – serie TV, 2 episodi (1986-1990)
- Love Boat (The Love Boat) – serie TV, 1 episodio (1985)
- Top Secret (Scarecrow and Mrs. King) – serie TV, 1 episodio (1985)
- Magnum, P.I. – serie TV, 1 episodio (1987)
- Perry Mason: La donna del lago (Perry Mason: The Case of the Lady in the Lake), regia di Ron Satlof – film TV (1988)
- Ai confini della realtà (The Twilight Zone) – serie TV, episodio 3x21 (1989)
- Il fuoco dopo la pioggia (Fire and Rain), regia di Jerry Jameson – film TV (1989)
- Santa Barbara – soap opera, 114 puntate (1991-1992)
- Renegade – serie TV, 1 episodio (1993)
- Un detective in corsia (Diagnosis Murder) – serie TV, 2 episodi (1993)
- Baywatch – serie TV, 2 episodi (1994)
- Star Trek: Deep Space Nine – serie TV, episodio 2x25 (1994)
- Il tocco di un angelo (Touched by an Angel) – serie TV, 1 episodio (1995)
- Models Inc. – serie TV, 2 episodi (1995)
- Spider-Man: The Animated Series – serie TV, 3 episodi (1995-1997)
- Walker Texas Ranger – serie TV, 3 episodi (1996-2000)
- Più forte ragazzi (Martial Law) – serie TV, 1 episodio (2000)
- Rischio mortale (Chain of Command), regia di John Terlesky – film TV (2000)
- Passions – soap opera, 22 puntate (2001-2003)

## Doppiatori italiani
Nelle versioni in italiano delle opere in cui ha recitato, John Beck è stato doppiato da:
- Saverio Moriones in Flamingo Road, Santa Barbara
- Michele Gammino in Rollerball
- Giancarlo Maestri in Audrey Rose
- Sergio Graziani in Top Secret
- Roberto Pedicini in La signora in giallo
- Romano Malaspina in Atterraggio d'emergenza